# Anahita concrassata
Anahita concrassata là một loài nhện trong họ Ctenidae.
Loài này thuộc chi Anahita. Anahita concrassata được Pierre L. G. Benoit miêu tả năm 1977.